# Káptalanfa
Káptalanfa je obec v Maďarsku v župě Veszprém, spadající pod okres Sümeg. Nachází se asi 10 km severovýchodně od Sümegu. V roce 2015 zde žilo 790 obyvatel. Dle údajů z roku 2011 tvoří 76,2 % obyvatelstva Maďaři, 1,9 % Romové a 0,5 % Němci, přičemž 23,8 % obyvatel se ke své národnosti nevyjádřilo.

## Sousední obce
| Růžice kompasu | Apácatorna Tüskevár | Bodorfa    | Nemeshany Devecser | Růžice kompasu |
| Růžice kompasu | Szentimrefalva      | Sever      | Pusztamiske        | Růžice kompasu |
| Růžice kompasu | Szentimrefalva      | Káptalanfa | Pusztamiske        | Růžice kompasu |
| Růžice kompasu | Szentimrefalva      | Jih        | Pusztamiske        | Růžice kompasu |
| Růžice kompasu | Gyepükaján          | Csabrendek | Nyirád             | Růžice kompasu |